# Donatas Slanina
Donatas Slanina (Šiauliai, 23 aprile 1977) è un ex cestista, allenatore di pallacanestro e dirigente sportivo lituano.

## Carriera

### Club
Slanina cresce nella squadra della sua città, Šiauliai, club in cui rimarrà fino al 1999. In quest'anno avviene il suo passaggio allo Žalgiris Kaunas, giocando sia in ambito nazionale sia in quello europeo, con le partecipazioni all'Eurolega. A seguito di ciò, trascorre un quadriennio al Siviglia e un biennio al Prokom Sopot. Dopo una stagione al Murcia, firma con la Pallacanestro Reggiana.

### Nazionale
Fu membro della Nazionale lituana dal 2001 al 2004. In questo lasso di tempo vinse la medaglia d'oro ai Campionati europei 2003, e fece parte della rappresentativa anche in occasione delle Olimpiadi di Atene 2004, terminate con il 4º posto finale dietro Argentina, Italia e Stati Uniti.

### Dirigente
È stato direttore della squadra femminile Ruta-Universitetas Siauliu e vice-allenatore della Pallacanestro Reggiana.

## Palmarès
- Campionato lituano: 1

Žalgiris Kaunas: 2000-01
- Campionati polacchi: 2

2006-07, 2007-08
- Coppa di Polonia: 1

Prokom Sopot: 2008
- Campionati europei: 1

2003